# Comité Paralímpico Nacional de Zambia
El Comité Paralímpico Nacional de Zambia (en inglés: National Paralympic Committee of Zambia) es el comité paralímpico nacional que representa a Zambia. Esta organización es la responsable de las actividades deportivas paralímpicas en el país y representa a Zambia en el Comité Paralímpico Internacional. Fue fundado en 2005, sustituyendo a la Federación Deportiva de Personas con Deficiencia de Zambia. La institución es financiada por el gobierno del país, para segurar la formación de entrenadores para atletas con discapacidad, para facilitar la formación de clubes deportivos, organizar competiciones de los deportes paralímpicos, identificar y entrenar a jóvenes atletas y aumentar la confianza de estos últimos. Su primer presidente fue el exatleta paralímpico de maratón en silla de ruedas Lango Sinkamba.